# Campeonato Brasileiro de Voleibol Masculino de 1985
O Campeonato Brasileiro de Voleibol de Clubes de 1985, foi a oitava edição da competição na variante masculina com esta nomenclatura, cujo torneio realizado entre 1985 a 6 de fevereiro de 1986 por equipes representando seis estados.

## Participantes
Banespa, São Paulo/SP

 Bradesco, Rio de Janeiro/RJ

 Minas, Belo Horizonte/MG

 Pirelli, São Paulo/SP

 Copagaz, Campo Grande/MS

 Saad, São Caetano do Sul/SP

 Cristalino, Curitiba/PR

 Chapecó, Chapecó/SC

## Quartas-de-final
| 30 de janeiro de 1985 15:00 | Banespa | 0— 0              | Copagaz | Ginásio Almeida Braga, Rio de Janeiro |
| 30 de janeiro de 1985 15:00 | 0       | Set 1 Set 2 Set 3 | 0       | Ginásio Almeida Braga, Rio de Janeiro |

| 30 de janeiro de 1985 18:00 | Pirelli | 0— 0              | CEC/PR | Ginásio Almeida Braga, Rio de Janeiro |
| 30 de janeiro de 1985 18:00 | 0       | Set 1 Set 2 Set 3 | 0      | Ginásio Almeida Braga, Rio de Janeiro |

| 31 de janeiro de 1985 15:00 | SER Sadia/Concórdia | 0— 0              | Fiat/Minas | Ginásio Almeida Braga, Rio de Janeiro |
| 31 de janeiro de 1985 15:00 | 0                   | Set 1 Set 2 Set 3 | 0          | Ginásio Almeida Braga, Rio de Janeiro |

| 31 de janeiro de 1985 20:00 | Bradesco/Atlântica | 0— 0              | Frigorífico Chapecó Esporte Clube | Ginásio Almeida Braga, Rio de Janeiro |
| 31 de janeiro de 1985 20:00 | 0                  | Set 1 Set 2 Set 3 | 0                                 | Ginásio Almeida Braga, Rio de Janeiro |

| 1 de fevereiro de 1985 10:00 | CEC/PR | 0— 0              | Copagaz | Ginásio Almeida Braga, Rio de Janeiro |
| 1 de fevereiro de 1985 10:00 | 0      | Set 1 Set 2 Set 3 | 0       | Ginásio Almeida Braga, Rio de Janeiro |

| 1 de fevereiro de 1985 15:00 | Bradesco/Atlântica | 0— 0              | Pirelli | Ginásio Almeida Braga, Rio de Janeiro |
| 1 de fevereiro de 1985 15:00 | 0                  | Set 1 Set 2 Set 3 | 0       | Ginásio Almeida Braga, Rio de Janeiro |

| 2 de fevereiro de 1985 10:00 | Frigorífico Chapecó Esporte Clube | 0— 0              | SER Sadia/Concórdia | Ginásio Almeida Braga, Rio de Janeiro |
| 2 de fevereiro de 1985 10:00 | 0                                 | Set 1 Set 2 Set 3 | 0                   | Ginásio Almeida Braga, Rio de Janeiro |

| 1 de fevereiro de 1985 14:00 | Bradesco/Atlântica | 3— 0              | Fiat/Minas | Ginásio Almeida Braga, Rio de Janeiro |
| 1 de fevereiro de 1985 14:00 | 15                 | Set 1 Set 2 Set 3 | 3 13 8     | Ginásio Almeida Braga, Rio de Janeiro |

| 3 de fevereiro de 1985 15:00 | Banespa | 0— 0              | CEC/PR | Ginásio Almeida Braga, Rio de Janeiro |
| 3 de fevereiro de 1985 15:00 | 0       | Set 1 Set 2 Set 3 | 0      | Ginásio Almeida Braga, Rio de Janeiro |

| 3 de fevereiro de 1985 18:00 | Pirelli | 0— 0              | Copagaz | Ginásio Almeida Braga, Rio de Janeiro |
| 3 de fevereiro de 1985 18:00 | 0       | Set 1 Set 2 Set 3 | 0       | Ginásio Almeida Braga, Rio de Janeiro |

## Semifinais

### Primeira partida
| 4 de fevereiro de 1985 15:00 | Saad ou Chapecó | 0— 0              | Fiat/Minas | Ginásio Almeida Braga, Rio de Janeiro |
| 4 de fevereiro de 1985 15:00 | 0               | Set 1 Set 2 Set 3 | 0          | Ginásio Almeida Braga, Rio de Janeiro |

| 4 de fevereiro de 1985 18:00 | Saad ou Chapecó | 0— 0              | Bradesco/Atlântica | Ginásio Almeida Braga, Rio de Janeiro |
| 4 de fevereiro de 1985 18:00 | 0               | Set 1 Set 2 Set 3 | 0                  | Ginásio Almeida Braga, Rio de Janeiro |

### Segunda partida
| 5 de fevereiro de 1985 14:30 | Fiat/Minas | 0— 0              | Saad ou Chapecó | Ginásio Almeida Braga, Rio de Janeiro |
| 5 de fevereiro de 1985 14:30 | 0          | Set 1 Set 2 Set 3 | 0               | Ginásio Almeida Braga, Rio de Janeiro |

| 5 de fevereiro de 1985 17:00 | Bradesco/Atlântica | 0— 0              | Saad ou Chapecó | Ginásio Almeida Braga, Rio de Janeiro |
| 5 de fevereiro de 1985 17:00 | 0                  | Set 1 Set 2 Set 3 | 0               | Ginásio Almeida Braga, Rio de Janeiro |

## Final
| 6 de fevereiro de 1985 18:00 | Bradesco/Atlântica | 0—3               | Fiat/Minas | Ginásio Almeida Braga, Rio de Janeiro |
| 6 de fevereiro de 1985 18:00 | 0                  | Set 1 Set 2 Set 3 | 0          | Ginásio Almeida Braga, Rio de Janeiro |

## Classificação final
1. ↑  «Placar Magazine - Nº 840 - Pág.72». Placar. 30 de junho de 1986. Consultado em 3 de fevereiro de 2023